# Nancy Kovack
Nancy Kovack (Flint, 11 marzo 1935) è un'attrice statunitense.
Ha iniziato la sua carriera nel 1959, mentre si è ritirata dal mondo del cinema nel 1976. Dal 1969 è sposata con il direttore d'orchestra indiano Zubin Mehta. Negli ultimi anni di carriera è stata pertanto accreditata anche come Nancy Mehta.

## Filmografia parziale

### Cinema
- Noi due sconosciuti (Strangers When We Meet), regia di Richard Quine (1960)
- Tanoshimi, è bello amare (Cry for Happy), regia di George Marshall (1961)
- I selvaggi della prateria (The Wild Westerners), regia di Oscar Rudolph (1962)
- Horla - Diario segreto di un pazzo (Diary of a Madman), regia di Reginald Le Borg (1963)
- Gli Argonauti (Jason and the Argonauts), regia di Don Chaffey (1963)
- The Outlaws Is Coming, regia di Norman Maurer (1965)
- La doppia vita di Sylvia West (Sylvia), regia di Gordon Douglas (1965)
- Il massacro dei Sioux (The Great Sioux Massacre), regia di Sidney Salkow (1965)
- Matt Helm il silenziatore (The Silencers), regia di Phil Karlson (1966)
- Frankie e Johnny (Frankie and Johnny), regia di Frederick de Cordova (1966)
- Tarzan nella valle dell'oro (Tarzan and the Valley of Gold), regia di Robert Day (1966)
- Enter Laughing, regia di Carl Reiner (1967)
- Abbandonati nello spazio (Marooned), regia di John Sturges (1969)

### Televisione
- The United States Steel Hour – serie TV, 3 episodi (1959-1961)
- Kraft Mystery Theater – serie TV, 1 episodio (1963)
- The Crisis (Kraft Suspense Theatre) – serie TV, 1 episodio (1963)
- L'ora di Hitchcock (The Alfred Hitchcock Hour) – serie TV, episodio 2x30 (1964)
- Polvere di stelle (Bob Hope Presents the Chrysler Theatre) – serie TV, 1 episodio (1964)
- Viaggio in fondo al mare (Voyage to the Bottom of the Sea) – serie TV, 1 episodio (1964)
- La legge di Burke (Burke's Law) – serie TV, 4 episodi (1963-1965)
- Strega per amore (I Dream of Jeannie) – serie TV, 1 episodio (1965)
- Honey West – serie TV, episodio 1x13 (1965)
- The Wackiest Ship in the Army – serie TV, episodio 1x23 (1966)
- Batman – serie TV, 2 episodi (1966)
- Perry Mason – serie TV, 2 episodi (1963-1966)
- La doppia vita di Henry Phyfe (The Double Life of Henry Phyfe) – serie TV, episodio 1x05 (1966)
- Organizzazione U.N.C.L.E. (The Man from U.N.C.L.E.) – serie TV, 2 episodi (1965-1966)
- Le spie (I Spy) – serie TV, 1 episodio (1967)
- Gli invasori (The Invaders) – serie TV, 1 episodio (1967)
- Star Trek – serie TV, episodio 2x19 (1968)
- F.B.I. (The F.B.I.) – serie TV, 2 episodi (1966-1968)
- Tre nipoti e un maggiordomo (Family Affair) – serie TV, episodio 3x13 (1968)
- Reporter alla ribalta (The Name of the Game) – serie TV, 1 episodio (1969)
- Get Smart – serie TV, 1 episodio (1969)
- Vita da strega (Bewitched) – serie TV, 5 episodi (1964-1969)
- Hawaii Squadra Cinque Zero (Hawaii Five-O) – serie TV, 1 episodio (1969)
- Operazione ladro (It Takes a Thief) – serie TV, 2 episodi (1968-1969)
- Love, American Style – serie TV, 1 episodio (1971)
- Mannix – serie TV, 3 episodi (1969-1973)
- Ellery Queen – serie TV, episodio 1x00 (1975)
- Bronk – serie TV, 1 episodio (1976)
- Cannon – serie TV, 1 episodio (1976)